# Golden (Huntr/x)
Golden è un singolo del gruppo musicale virtuale Huntr/x pubblicato il 4 luglio 2025 come secondo estratto dalla colonna sonora KPop Demon Hunters (Soundtrack from the Netflix Film).

## Composizione
Ian Eisendrath, produttore esecutivo della colonna sonora del film, ha descritto Golden come una canzone "I Want" nella struttura tradizionale dei film musicali, poiché esplora lo scopo dei personaggi e allo stesso tempo si sofferma sui pensieri interiori di Rumi, protagonista della pellicola, con il risultato di trasformare un "pop ispiratore" in un genere leggermente più cupo. Eisendrath ha successivamente spiegato che inizialmente erano state scritte circa sei canzoni a quello scopo, ma che avevano continuato a svilupparle prima di registrare la versione definitiva del pezzo.
Dopo l'uscita del film, il regista Chris Appelhans ha commentato che con Golden come pezzo "I Want", seguiva "le convenzioni di un musical tradizionale" e, allo stesso tempo, la rendeva "una canzone pop davvero fantastica", facendo inoltre riferimento all'ingresso del pezzo in svariate classifiche mondiali su Spotify.
In un'intervista Ask Me Anything su Reddit, Appelhans ha inoltre commentato che canzoni come Juicy di Biggie e Forever di Drake, Kanye West, Lil Wayne ed Eminem sono state le principali fonti d'ispirazione per Golden, poiché queste canzoni hanno aiutato il team di produzione a "capire come una canzone pop potesse essere una biografia su come iniziare da zero e trovare se stessi".

## Promozione
Il film d'animazione musicale fantasy KPop Demon Hunters è stato pubblicato sulla piattaforma streaming Netflix il 20 giugno 2025. Il film segue le vicende del gruppo femminile K-pop virtuale Huntr/x, composto dalle componenti Rumi, Mira e Zoey, le cui voci sono interpretate rispettivamente da Ejae, Audrey Nuna e Rei Ami. La colonna sonora del film è stata pubblicata lo stesso giorno, con Golden inserito come quarta traccia dell'album.
In seguito al successo del brano, la Republic l'ha successivamente pubblicato come singolo il 4 luglio 2025, insieme a una versione strumentale e una a cappella. È stato anche annunciato che Golden sarebbe stata proposta come candidata per diversi premi. Billboard ha osservato che "in seguito all'esplosione di streaming della colonna sonora nella seconda settimana, la Republic si è affrettata a far sì che Golden entrasse nella top 40 delle stazioni radio".
L'8 luglio 2025 Jim Roppo, presidente della Republic, ha dichiarato che erano in corso discussioni su "potenziali remix" della canzone con "alcuni remixer di prim'ordine". Il successivo 25 luglio è stata pubblicata la versione remix del singolo, riarrangiata dal disc jockey francese David Guetta.

## Accoglienza
Debashree Dutta di Rolling Stone India ha definito la canzone "un brano electropop contagioso", sottolineando come si concentri sullo scopo dei personaggi "riflettendo al contempo i pensieri di Rumi e la complessità del loro ruolo. Dal punto di vista tematico, Golden descrive la loro crescita come guardiani dell'umanità". Allo stesso modo, Angela Garcia di SLUG Magazine ha definito la canzone, insieme al brano Your Idol (interpretato dal gruppo virtuale Saja Boys), un brano energico con "melodie contagiose". Sarah Carey di That Hashtag Show l'ha descritta come una canzone appassionatamente emotiva che gli ascoltatori "ascoltano quando hanno bisogno di ricordare a se stessi chi sono".
In una discussione su Billboard relativa sul successo di Golden rispetto ad altre canzoni della colonna sonora, Jason Lipshutz ha ritenuto che la traiettoria della canzone come "successo di spicco" fosse "comprensibile", poiché è "l'inno unificante per le Huntr/x con melodie slanciate e ispirazione che fa battere forte il cuore". Lipshutz ha inoltre spiegato che "è diventata una rappresentazione in un'unica canzone del fenomeno KPop Demon Hunters, come brano pop altamente positivo e musicalmente innegabile; è stata concepita come un successo nel mondo immaginario del film, ma è stata abbastanza forte da diventarlo anche nel mondo reale". Abby Webster ha commentato che, in quanto canzone "I Want" della pellicola, Golden è chiaramente "il fulcro della colonna sonora, ma fa anche un ottimo lavoro nel conciliare il pop e la composizione narrativa". Ha affermato che la canzone è  "emotivamente appagante" indipendentemente dal fatto di aver visto il film associato, anche se "il suo effetto è amplificato con la visione del film".

## Tracce
Testi di Kim Eun-jae, Mark Sonnenblick, musiche di Jeong "24" Hun-seol, Ido, Park "Teddy" Hong-jun e Ian Eisendrath.
Download digitale, streaming
1. Ejae, Audrey Nuna e Rei Ami come Huntr/x – Golden – 3:15
2. Golden (Versione strumentale) – 3:13
3. Golden (Versione a cappella) – 3:13

Download digitale, streaming – David Guetta Remix
1. Golden (David Guetta Remix) – 2:56
2. Golden (David Guetta Extended Remix) – 3:55

## Successo commerciale
Oltre al successo riscosso dalla colonna sonora del film, Golden ha ottenuto successo commerciale individuale a livello mondiale, entrando in varie classifiche nazionali e raccogliendo milioni di stream. Ha raggiunto il primo posto sia nella Billboard Global 200 che nella Billboard Global Excl. US durante le settimane del 19 luglio 2025 e del 2 agosto 2025.

### Nord America
Secondo Billboard, Golden ha totalizzato sette milioni di stream negli Stati Uniti dal 27 al 30 giugno, con un aumento del 272% rispetto allo stesso periodo della settimana precedente. Nella prima settimana di luglio 2025, la canzone ha debuttato all'81º posto della classifica Billboard Hot 100 degli Stati Uniti e al 63º posto della Canadian Hot 100. Due settimane dopo, la canzone è entrata nella top ten di entrambe le classifiche, salendo rispettivamente alla numero tre in Canada e alla numero due negli Stati Uniti.
Il 3 luglio 2025, il brano ha raggiunto il secondo posto nella classifica giornaliera di Spotify negli Stati Uniti, con la BBC che ha sottolineato come abbia "superato le Blackpink come gruppo femminile K-pop con il miglior piazzamento in classifica". Cinque giorni dopo, l'8 luglio, Golden ha raggiunto la vetta della classifica giornaliera di Spotify negli Stati Uniti, rendendo le Huntr/x il primo gruppo femminile K-pop ad aver raggiunto questo traguardo con una canzone. La canzone ha debuttato al settimo posto nella classifica Streaming Songs negli Stati Uniti: Golden è stata la prima canzone "attribuita a un gruppo musicale di fantasia [ndr. Huntr/x]" a raggiungere la top 10 nella storia dodicennale della classifica Streaming Songs, oltre ad essere anche la prima canzone di un film d'animazione a raggiungere la top 10 della classifica dai tempi del film d'animazione Disney Encanto (2021).

### Asia
Golden ha raggiunto la prima posizione nella classifica ufficiale della Malaysia e in quella di Singapore, entrambe stilate dall'International Federation of the Phonographic Industry (IFPI). Nelle Filippine, la canzone si è classificata al terzo posto nella Philippines Hot 100. In Corea del Sud, Golden ha raggiunto il primo posto nella classifica digitale e ha debuttato al secondo posto nella classifica settimanale Global K-pop Chart, entrambe pubblicate da Circle. La canzone è anche diventata la terza a raggiungere un Perfect All-Kill (PAK) nel 2025 in Corea del Sud, per poi entrare nella top 5 delle canzoni che hanno raggiunto un Perfect All-Kill in tempo reale.

### Europa
In Germania, Golden ha debuttato al ventisettesimo posto della classifica dei 100 singoli più venduti stilata dalla GfK. La settimana successiva è entrata nella top ten al numero nove, raggiungendo poi il secondo posto. In Irlanda ha raggiunto il numero dieci della Irish Singles Chart. È apparsa anche nella classifica IFPI in Norvegia, raggiungendo il numero 11. Nel Regno Unito, la canzone ha raggiunto la quarta posizione nella Official Singles Chart. Inoltre, ha raggiunto la tredicesima posizione nella Sverigetopplistan svedese e la quarantunesima nella Singoli Top 100 nei Paesi Bassi.

### Oceania
In Australia, Golden ha debuttato nella Top 50 Singles dell'Australian Recording Industry Association (ARIA), entrando all'ottavo posto. La canzone ha debuttato anche al quinto posto nella Top 40 Singles della Nuova Zelanda, salendo poi al secondo posto in Australia e al primo in Nuova Zelanda.

## Classifiche
| Classifica (2025)   | Posizione massima |
| ------------------- | ----------------- |
| Argentina           | 75                |
| Australia           | 1                 |
| Austria             | 2                 |
| Belgio (Fiandre)    | 46                |
| Brasile             | 56                |
| Canada              | 2                 |
| Croazia             | 80                |
| Corea del Sud       | 1                 |
| Danimarca           | 18                |
| Emirati Arabi Uniti | 4                 |
| Estonia             | 78                |
| Filippine           | 2                 |
| Finlandia           | 21                |
| Francia             | 31                |
| Germania            | 1                 |
| Giappone            | 29                |
| Grecia              | 15                |
| Hong Kong           | 2                 |
| India               | 11                |
| Indonesia           | 15                |
| Irlanda             | 6                 |
| Islanda             | 4                 |
| Italia              | 41                |
| Lettonia            | 13                |
| Lituania            | 23                |
| Lussemburgo         | 2                 |
| Malaysia            | 1                 |
| Medio Oriente       | 11                |
| Nigeria             | 59                |
| Norvegia            | 3                 |
| Nuova Zelanda       | 1                 |
| Paesi Bassi         | 16                |
| Perù                | 12                |
| Polonia             | 10                |
| Portogallo          | 18                |
| Regno Unito         | 1                 |
| Repubblica Ceca     | 3                 |
| Singapore           | 1                 |
| Slovacchia          | 11                |
| Spagna              | 50                |
| Stati Uniti         | 1                 |
| Sudafrica           | 24                |
| Svezia              | 1                 |
| Svizzera            | 2                 |
| Taiwan              | 1                 |
| Thailandia          | 20                |
| Vietnam             | 29                |
| Ungheria            | 18                |

## Date di pubblicazione
| Paese       | Data di pubblicazione | Formato                      | Etichetta | Note   |
| ----------- | --------------------- | ---------------------------- | --------- | ------ |
| Mondo       | 4 luglio 2025         | Download digitale, streaming | Republic  | [ 85 ] |
| Stati Uniti | 8 luglio 2025         | Contemporary hit radio       | Republic  | [ 86 ] |
| Italia      | 24 luglio 2025        | Radio airplay                | Island    | [ 87 ] |

David Guetta Remix
| Paese | Data di pubblicazione | Formato                      | Etichetta | Note   |
| ----- | --------------------- | ---------------------------- | --------- | ------ |
| Mondo | 25 luglio 2025        | Download digitale, streaming | Republic  | [ 88 ] |
| Mondo | 21 novembre 2025      | Vinile 7"                    | Republic  | [ 89 ] |